# 广州日本人外籍人员子女学校

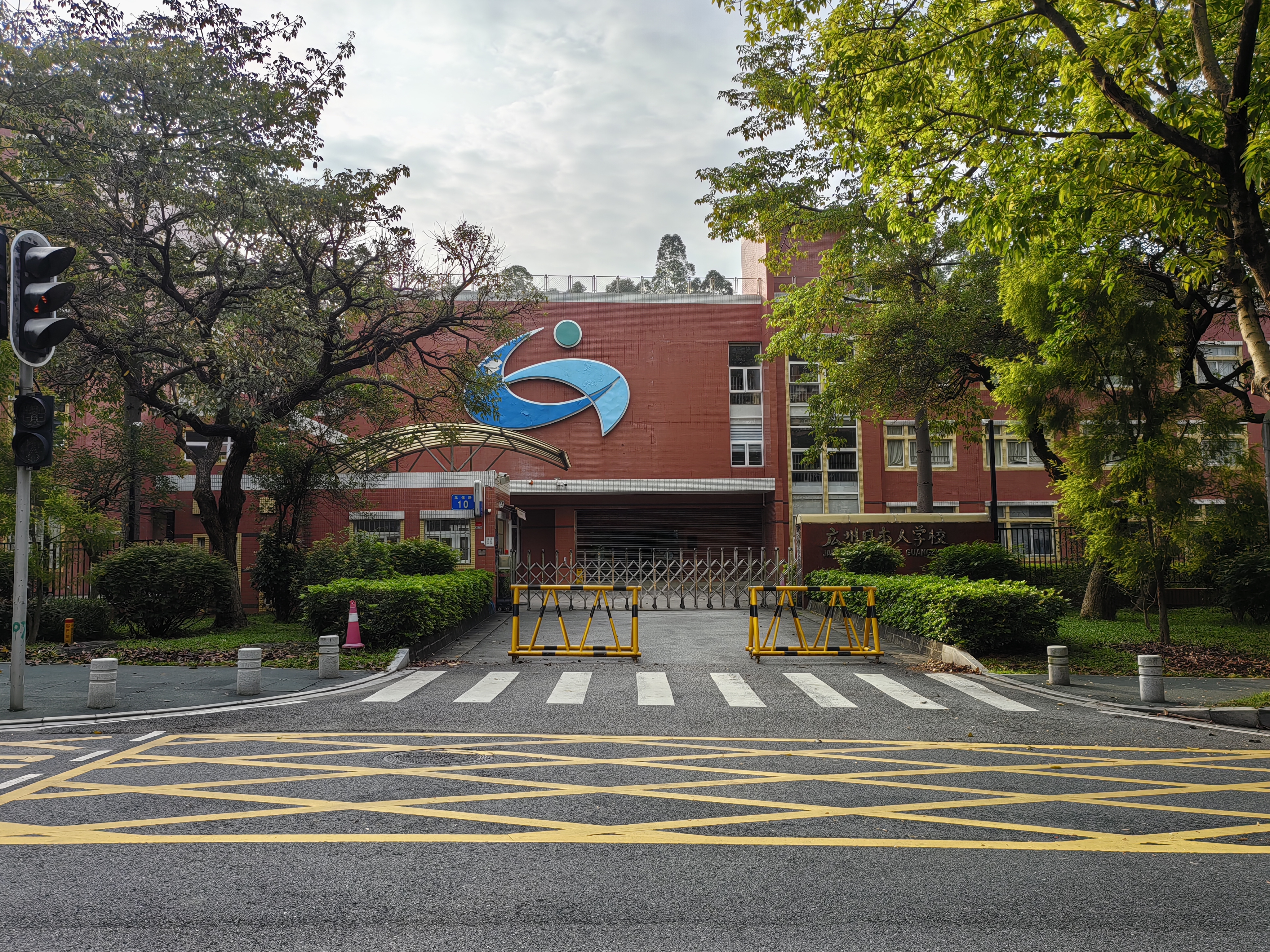
学校楼

广州日本人外籍人员子女学校（日语：／ Kōshū Nihonjin Gakkō ?），前称廣州日本人學校，是中國廣東省廣州市的日本人國際學校，位于黄埔区广州科学城风信路，于1995年（平成7年）6月13日成立。学校由日本驻广州总领事馆举办，设有小学和初中部。

## 歷史
由于中国大陆与日本的关系在1970年代后期逐渐正常化，越来越多日本人到中国大陆生活。在日本驻广州总领事馆的协调下，1982年10月在广州开办了补习学校。由於當時中國大陸的經濟比較落後，加上廣州大多數地區開發不足，所以一直未落實成立學校。
1995年，广州日本商会在日本驻广州总领事馆的支持下向会员企业收集捐款，成立廣州日本人學校設立委員會。同年3月，委员会向廣東省教育廳申請創建學校，并于同年4月获准在花园酒店设点開學。1995年6月13日，中华人民共和国教育部正式批准学校設立。
時隔一年，學校搬到天河區中信廣場對面。2002年，学校在科學城兴建新校区，并于2003年7月正式落成并启用。
2022年，学校名称添加“外籍人员子女学校”的后缀。